# Magazinet i Växjö
Ej att förväxla med Magazinet som utkom på 1980 och 1990-talet.
Magazinet är en gratistidning från Växjö. Magazinet är Växjö och Kronobergs största tidning och har en upplaga på 62 000 exemplar. Magazinet grundades 1996 och Ulf Sibner är ansvarig utgivare och VD. Magazinet ges ut av Bit Media AB som 2011 köptes upp av Gota Media.